# Сухая (приток Йоканги)
Сухая — река на Кольском полуострове. Правый и крупнейший приток Иоканги. Длина — 97 км. Площадь бассейна — 1340 км².
Исток расположен на севере возвышенности Кейвы на горе Длинный Хребет. Проходит через Сухое озеро.
Крупнейшие притоки: Золотая и Сёмужья. Питание в основном снеговое и дождевое.
Берега в верхнем течении низкие болотистые, в нижнем каньонообразные. Порожиста, образует водопады.
Населённых пунктов на реке нет.